# Bernd Freitag
Bernd Horst Freitag (* 6. Januar 1942 in Chemnitz) ist ein deutscher Anästhesiologe. Daneben war er 1983 bis 1990 als Komoderator einer Magazinsendung im Fernsehen der DDR tätig.

## Leben und Wirken
Bernd Freitag besuchte in Chemnitz Schule und Oberschule. Nach dem Abitur studierte er Humanmedizin an der Ernst-Moritz-Arndt-Universität Greifswald. Er promovierte dort auf dem Gebiet Pharmakologie und Toxikologie. Seine Pflichtassistenz absolvierte er am Krankenhaus im Küchwald Chemnitz. Als wissenschaftlicher Assistent wechselte er danach an das Institut für Pharmakologie und Toxikologie der Greifswalder Universität, wo er 1972 seine Weiterbildung zum Facharzt für Pharmakologie und Toxikologie abschloss. Im Anschluss begann Freitag an der Klinik für Anästhesie und Intensivtherapie der Universität eine Weiterbildung als Anästhesist. Nach deren Abschluss als Facharzt wurde er 1977 zum Oberarzt ernannt. Bernd Freitag habilitierte sich 1984 und erhielt 1986 die Lehrbefähigung für das Fachgebiet Anästhesiologie.
1987 wurde er zum Hochschuldozenten an die Medizinische Akademie Magdeburg, sowie zum Leiter der dortigen Abteilung für klinische Anästhesie und Stellvertreter des Direktors der Klinik für Anästhesiologie und Intensivtherapie, Wolfgang Röse, berufen. In Magdeburg war Bernd Freitag drei Jahre tätig.
Von 1983 bis 1990 moderierte er zusätzlich an der Seite von Elke Bendien die 25-minütige Magazinsendung HAPS (Haushalts Allerlei Praktisch Serviert) im Fernsehen der DDR, die Tipps, Tricks und Kniffe rund um Küche und Haushalt bot.
1990 wechselte Freitag als Chefarzt an die Klinik für Anästhesie und Intensivtherapie des Klinikums Südstadt in Rostock. Zur gleichen Zeit wurde er zum Honorardozenten der Akademie für Ärztliche Fortbildung der DDR berufen. Im Zuge seiner Umhabilitierung an die medizinische Fakultät der Universität Rostock wurde er zum Privatdozenten ernannt und erhielt die entsprechende Lehrbefugnis. 1996 wurde Bernd Freitag zum außerplanmäßigen Professor ernannt und wurde Leitender Chefarzt und Ärztlicher Direktor am Klinikum Südstadt. Diese Funktionen übte er bis zu seinem Ruhestand 2007 aus.
Nach der politischen Wende in der DDR übernahm Freitag 1991 den Vorsitz des neu gegründeten Landesverbandes Mecklenburg-Vorpommern im Berufsverband Deutscher Anästhesisten (BDA). Von 2002 bis 2004 war er Repräsentant der Krankenhausanästhesisten im Präsidium des BDA. Von 2004 bis 2007 war er Vizepräsident des Berufsverbandes. Ab 1998 war Bernd Freitag zudem Präsidiumsmitglied der Deutschen Akademie für Anästhesiologische Fortbildung (DAAF). Er ist noch heute Mitglied der Prüfungskommission der Ärztekammer Mecklenburg-Vorpommern und Mitglied des Wissenschaftlichen Beirats der KMG Kliniken.
Der Berufsverband Deutscher Anästhesisten würdigte Bernd Freitag 2008 mit der Verleihung der BDA-Ehrennadel in Gold. Freitag lebt heute in Stralsund.

## Publikationen
- Bernd Freitag: Experimentelle Untersuchungen zur vaskulären Dopaminwirkung an isolierten arteriellen Gefässen. Habilitationsschrift, Ernst-Moritz-Arndt-Universität Greifswald 1984
- Bernd Freitag: Ausgewählte Arzneimittel in der Anästhesie und Intensivtherapie. Verlag Volk und Gesundheit, Berlin 1987, ISBN 3-333-00163-2